# Университетская улица (Одесса)
Улица Университетская  — улица Одессы, в исторической части города, от улицы Конная до улицы Преображенская.

## История
На картах города с 1819 г. С 1828 г. улица получила название Елисаветинская в честь российской императрицы Елизаветы Алексеевны. По другой версии она была названа в честь княгини Елизаветы Ксаверовны Воронцовой, которая была организатором в городе Женского благотворительного общества, ряда приютов, домов для детей-сирот, богоделен. Однако, эта версия является ошибочной, поскольку на момент жизни и деятельности Воронцовой (умерла в 1880 г.) улица уже носила название Елисаветинская. 
С 1921 года до 9 ноября 2005 называлась улицей Щепкина.
С 9 ноября 2005 года до 19 июля 2023 называлась улицей Елисаветинская

## Достопримечательности

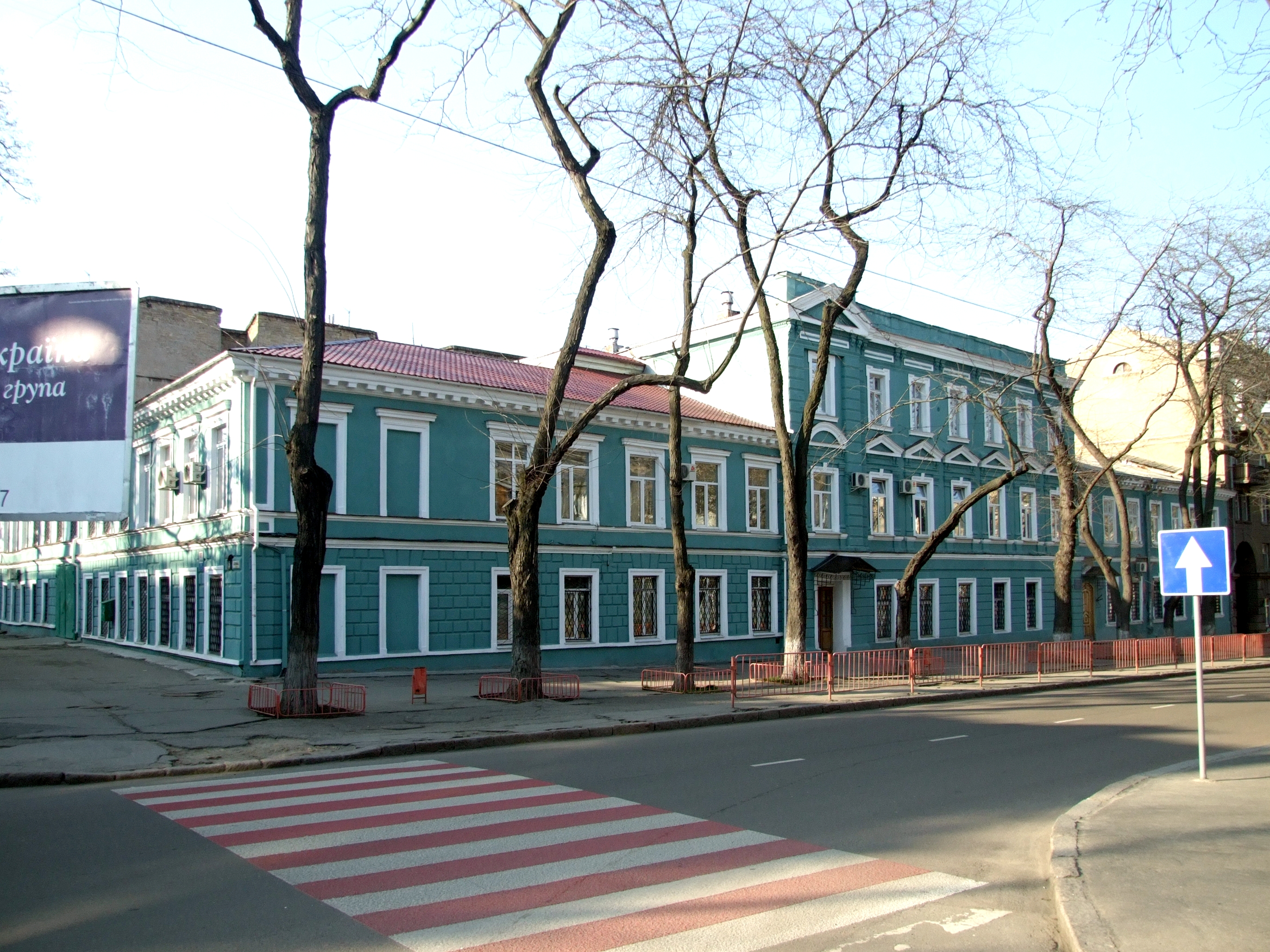
Ришельевский лицей

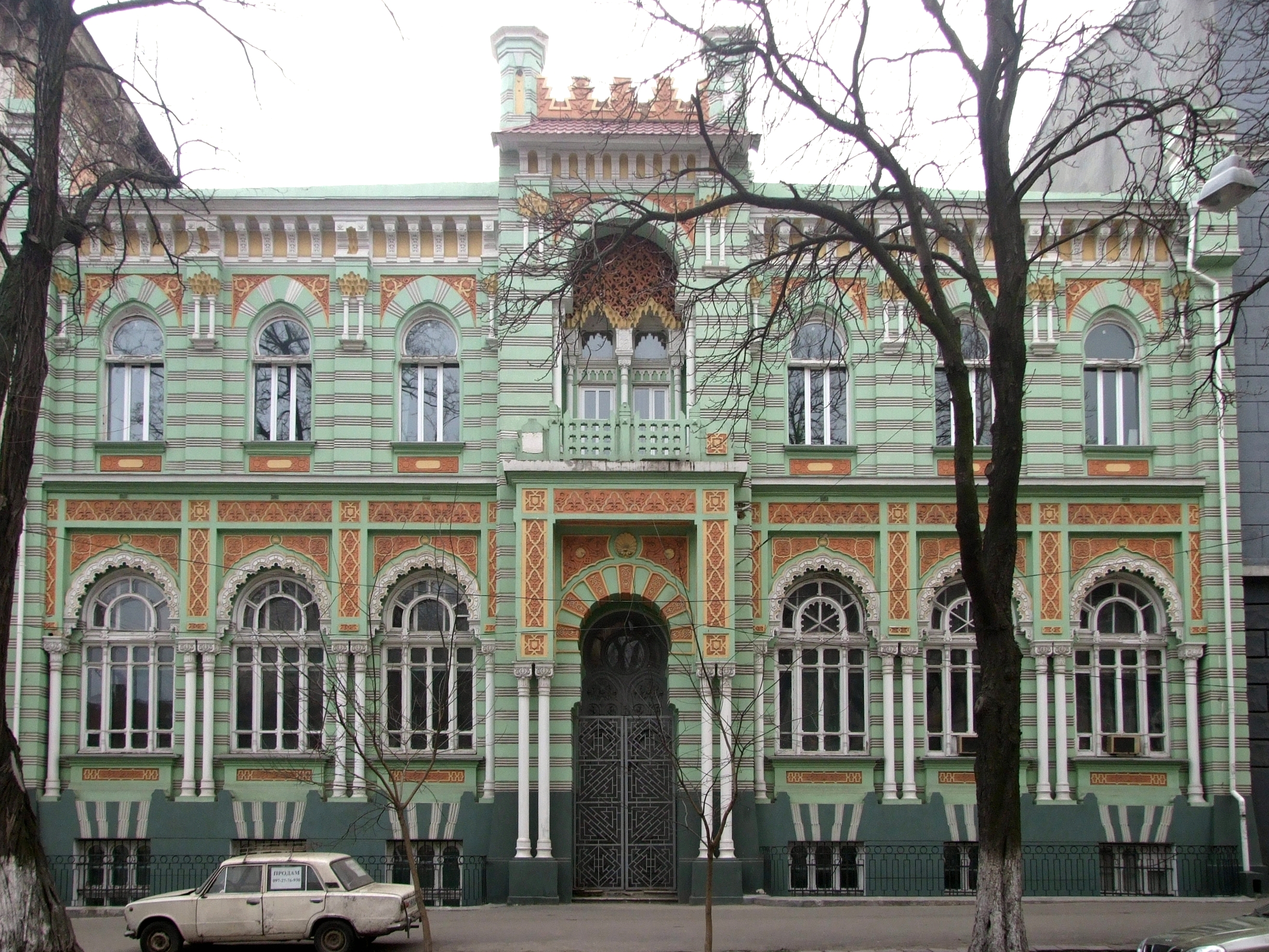
Бывшая водолечебница Шорштейна

- д. 1 — Дом И. Вучины, в котором в 1891—1911 гг. проживал выдающийся архитектор Б. М. Иофан
- д. 3 — Доходный дом Э. Великановой[3]
- д. 5 — Ришельевский лицей
- д. 10 — Особняк и флигель С. Ф. Реммих с доходными квартирами[4]
- д. 16 — Бывшая водолечебница Шорштейна, в 1918 — кафе «ХЛАМ»[5]
- д. 17 — Доходный дом А. Э. Гаевского[6]
- д. 19 — Жилой дом (В квартире № 1 в этом доме до 1925 г. обитала муза Александра Блока — «Первая любовь» поэта Ксения Островская)[7]

## Известные жители
- д. 1 — Борис Иофан (1891—1911)

Во флигеле д. 21 жил преподававший в Ришельевском лицее Адам Мицкевич.